# Конференция по применению эсперанто в области науки и техники
Конференция по применению эсперанто в области науки и техники  (эсп. Konferenco pri Aplikoj de Esperanto en Scienco kaj Tekniko; сокр. KAEST) — серия семинаров и конференций, специализирующихся на научно-техническом применении языка эсперанто, проводятся на территории Чехии и Словакии. Между 1978 и 1989 гг. мероприятие организовала научно-техническая секция чехословацких эсперантистов, под названием Семинар о применении эсперанто в науке и технике (эсп. [Seminario pri] Apliko de Esperanto en Scienco kaj Tekniko; сокр. [S]AEST). После паузы с 1998 Чешский союз эсперантистов (Ĉeĥa Esperanto-Asocio) продолжил традицию в сотрудничестве с агентством KAVA-PECH. С 2010 организацию мероприятия взяла на себя компания E@I.

## Список мероприятий

### Первый период (1978—1989)
Встречи организовывались попеременно Словацким и Чешским союзом эсперантистов. Встречи, проходившие в Чехии, носили название семинаров (SAEST).
- AEST 1978, Жилина: (без специальной темы)
- SAEST 1980, Усти-над-Лабем: Медиасреда сегодня и завтра. Проблемы профессионального языка и перевода
- AEST 1981, Жилина: Использование компьютеров
- SAEST 1982, Ческе-Будеёвице: Энергия — глобальная проблема. Проблемы профессионального языка и перевода
- SAEST 1984, Брно: Перспективы мировой пищевой индустрии. Проблемы профессионального языка и перевода
- AEST 1988, Попрад: Рационализация науки и техники
- SAEST 1989, Стражнице: Железнодорожное движение

### Второй период (1998—2008)
В 1998 году Чешский союз эсперантистов совместно с чешской фирмой KAVA-PECH возродил [S]AEST в качестве регулярной конференции или коллоквиума под названием KAEST. Словацкий союз эсперантистов на этом этапе не принимал участия в организации встреч.
- KAEST 1998, Прага: Современные методы коммуникации. Технологические проблемы
- KAEST 2000, Прага: Профессиональное применение эсперанто. Экономика накануне третьего тысячелетия
- KAEST 2002 (8—10 ноября), Добржиховице: Профессиональное обучение эсперанто. Электронные методы.
- KAEST 2004, Добржиховице: Профессионально об эсперанто и на эсперанто о науке
- KAEST 2006, Добржиховице: Язык, интернет и другие исследования
- KAEST 2008, Добржиховице: (без специальной темы)

### Третий период (2010—)
Конференция проходит раз в два года в ноябре в словацком городе Модра под эгидой молодёжной образовательной организации E@I.
- KAEST 2010 (18—21 ноября), Модра: Современные технологии для эсперанто
- KAEST 2012 (15—18 ноября), Модра: Современные образовательные методы и технологии
- KAEST 2014 (13—16 ноября), Модра: Архивы и библиотеки — как защитить и сохранить наше наследие

## Одиночные мероприятия

### KAEST 2002
Во время KAEST 2002, Чак Смит (Chuck Smith) в рамках своего турне по Европе выступал с докладом на тему «Википедия: Многоязычная интернет-энциклопедия» с целью популяризации Википедии на эсперанто, которой тогда был едва ли год. Это подтолкнуло чешского эсперантиста Мирослава Маловец к основанию чешской Википедии, первый интерфейс которой он перевёл на чешский с эсперанто с помощью Чака.

### KAEST 2004
Во время KAEST в 2004 году прошло 11 лекций с последующими дискуссиями. С докладами выступали Marc Bavant и Otto Haszpra (члены Академии эсперанто), Wera и Detlev Blanke, Jan Werner, Miroslav Malovec, Rüdiger Sachs, Boĵidar Leonov, Heinz Hoffmann, Martin Minich и Josef Hron. Было презентовано множество проектов.

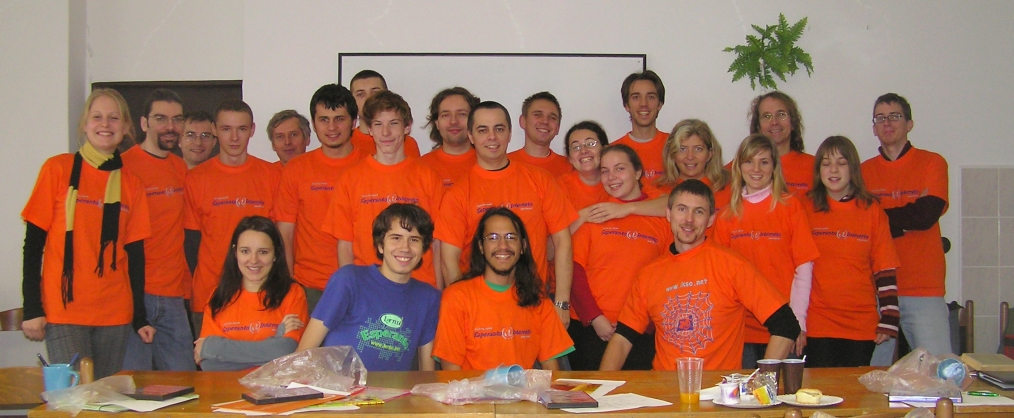
Участники E@I-семинара в Брно и KAEST 2006.

### KAEST 2006
Тема KAEST 2006 была объединена с недельным семинаром «Языки в Интернете» организованным E@I ранее в Брно совместно с Чешским молодёжным эсперанто-клубом. Участники недельного семинара, в основном молодёжь, после участвовали также в KAEST, некоторые выступали с докладами (Петер Балаж, Marek Blahuš, Viliam Búr, Alla Kudryashova, Clayton Smith).

### KAEST 2008
На KAEST 2008 выступал Francesco Maurelli с проектом автономного подводного робота. В качестве новой программы был организован двухдневный практический семинар о Википедии под руководством Pavla Dvořáková и Yves Nevelsteen.

### KAEST 2010

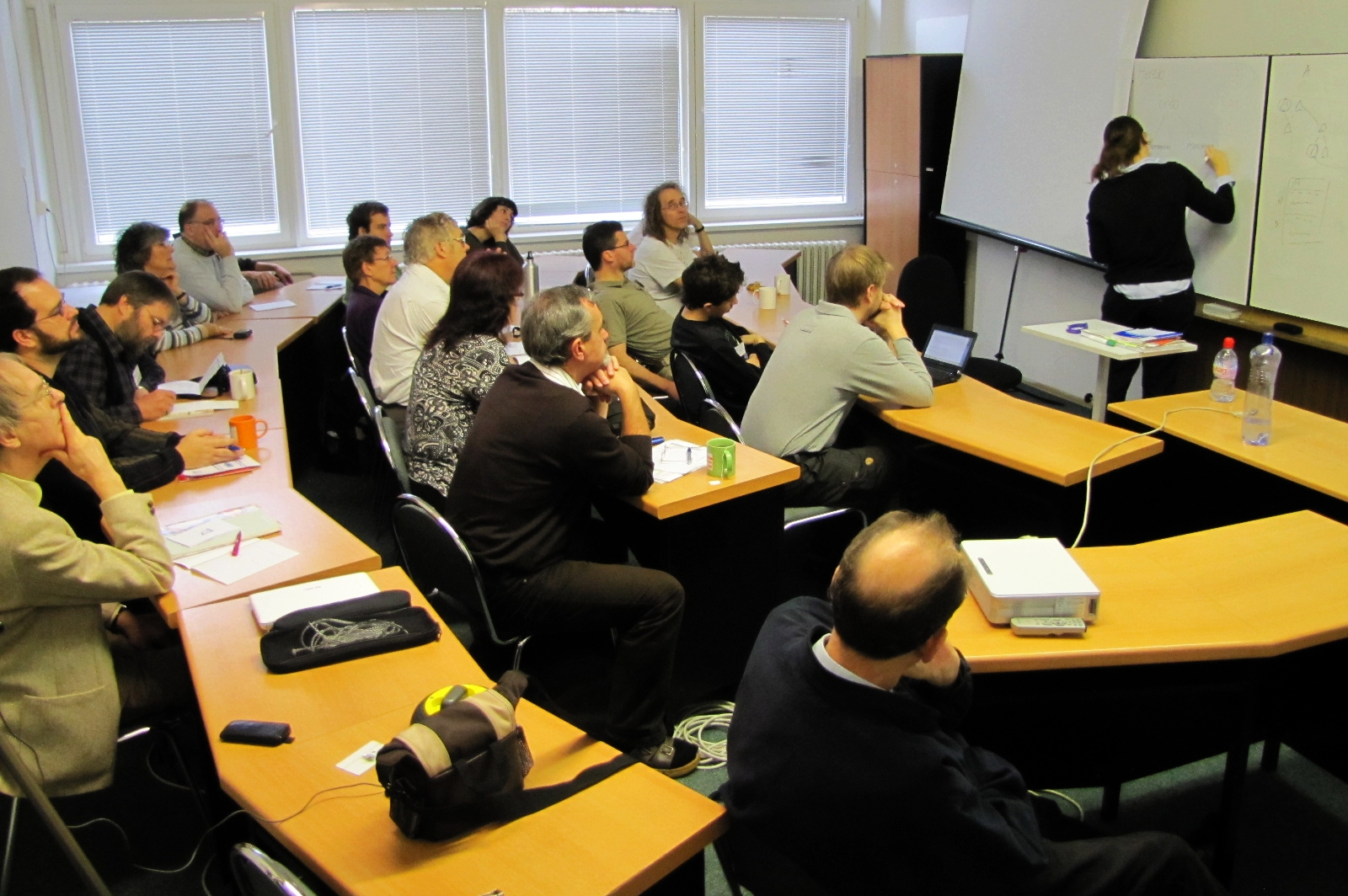
Mélanie Maradan (Швейцария) с лекцией о терминологии. KAEST 2010.

KAEST в 2010 году, первый организованный E@I, после 22 лет вернувшийся в Словакию (мероприятие прошло в городе Модра-Гармония). Участвовало 52 человека из 15 стран. Также был организован трехчасовой тренинг по Википедии (под руководством Pavla Dvořáková и Marek Blahuš). В программе KAEST были экскурсии, TED и эсперанто-фильмы, заседания ISAE, различные доклады. Среди выступающих был Petr Chrdle с докладом об истории KAEST и SAEST и презентацией E@I и её деятельности.
За время KAEST 2010 прослушано 34 доклада. Презентации доступны в интернете, а с июля 2011 года начал издаваться также сборник докладов конференции (бумажная и электронная версия). Некоторые доклады также были регистрированы на видео. С докладами выступали 27 человек: Hèctor Alòs i Font, Петер Балаж, Eckhard Bick, Marek Blahuš, Detlev Blanke, Wera Blanke, Iván Bujdosó, Petr Chrdle, Marcos Cramer, Bart Demeyere, Zbigniew Galor, Sean Healy, Konstantin Ĥlyzov, Ilona Koutny, Mélanie Maradan, Stano Marček, Francesco Maurelli, Johannes Mueller, Jan Uldal Niemann, Jacob Nordfalk, Katarína Nosková, Konstantin Obraztsov, Stefan Panka, Sonja Petrović Lundberg, Barbara Pietrzak, Ján Vajs, Toon Witkam.

### KAEST 2012
KAEST 2012 прошёл с 15 по 18 ноября 2012 года в Модре-Гармонии в Словакии, как и KAEST 2010. Также был проведён тренинг по Википедии для начинающих и продолжающих.

### KAEST 2014
KAEST 2014 прошёл с 13 по 16 ноября 2014 года снова в Модре-Гармонии в Словакии под темой «Архивы и библиотеки — как защитить и сохранить наше наследие». Параллельно прошёл семинар по просвещению и поддержке активистов (AMO-6) организованный Всемирной эсперанто-ассоциацией.

## Публикации
- Modernaj teknologioj por Esperanto : Prelegkolekto el KAEST 2010 :  [эспер.] / Katarína Nosková (red.); Peter Baláž (red.). — Partizánske : Espero, 2011. — ISBN 978-80-89366-10-1.
- Modernaj edukaj metodoj kaj teknologioj : Prelegkolekto el KAEST 2012 :  [эспер.] / Katarína Nosková (red.); Peter Baláž (red.). — Partizánske : Espero, 2013. — ISBN 978-80-89366-21-7.
- Arkivoj kaj bibliotekoj – kiel protekti kaj konservi nian heredaĵon : Prelegkolekto el KAEST 2014 :  [эспер.] / Katarína Novotníčková (red.). — Partizánske : Espero, 2015. — ISBN 978-80-89366-36-1.

### KAEST 2006
- Blanke, Detlev. KAEST 2006: Ne nur „Lingvo kaj Interreto” :  [эспер.] // Esperanto. — 2007. — № 1199 (1) (januaro). — P. 9. — ISSN 0014-0635.

### KAEST 2010
- Nosková, Katarína. KAEST 2010 – sukceso de faka konferenco :  [эспер.] / Nosková, Katarína, Blahuš, Marek // Esperanto. — 2011. — № 1243 (1) (januaro). — P. 10. — ISSN 0014-0635.
- Blahuš, Marek. La faka vivo en Esperanto evoluu :  [эспер.] // La Ondo de Esperanto / Aleksander Korĵenkov (red.). — 2011. — № 1 (195). — P. 5.
- Maradan, Mélanie. KAEST 2010, Modra-Harmónia (Slovakio) :  [эспер.] // Svisa Esperanto-Societo Informas / Claude Gacond (red.). — 2011. — № 1. — P. 20—27.

### KAEST 2012
- Baláž, Peter. KAEST 2012 – edukado kiel la ĉeftemo :  [эспер.] // Esperanto. — 2013. — № 1265 (1) (januaro). — P. 9. — ISSN 0014-0635.
- Nosková, Katarína. KAEST: Science kaj teknike en Slovakio :  [эспер.] // La Ondo de Esperanto / Aleksander Korĵenkov (red.). — 2013. — № 1 (195).